# Gwilherm Dubourg
Gwilherm Dubourg (1928-1988) fou un sacerdot i erudit bretó. En els anys 1960 fou professor en una escola privada catòlica a le Vieux-Marché. Fou autor de nombroses traduccions al bretó de texts grecs dels Evangelis i dels texts originals hebreus de la Bíblia en col·laboració amb Maodez Glanndour, amb qui treballà en comú durant molts anys. També es dedicà a l'estudi dels manuscrits hebreus coneguts com a Manuscrits de la mar Morta, o manuscrits de Qumrân. També ha estat membre de Stourm ar Brezhoneg.